# IBK Alba
IBK Alba bildades 1984 och hade 2011 över 500 aktiva medlemmar med ca 20 lagenheter i träning. Klubbens herrlag spelade i Norra Allsvenskan och damlaget i div 1. Klubbens hemmaort är Sandviken och hemmaarenan är Arena Jernvallen.
2012 valde klubbarna IBK Alba och IBK Aston att gå samman för att få ihop en stark klubb i Sandviken. Denna blev då Sandvikens AIK:s innebandysektion. Sedan Maj 2018 är IBK Alba återuppstartat och kommer säsongen 19/20 återigen finnas i Gästriklands Seriesystem.[källa behövs]